# Jegor Iwanowitsch Solotarjow

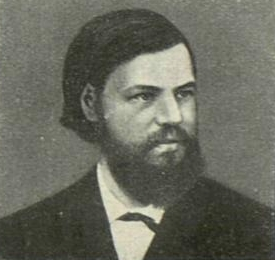
Jegor Solotarjow

Jegor Iwanowitsch Solotarjow (russisch Егор Иванович Золотарёв, auch Solotareff, Zolotareff, im engl. manchmal Egor Zolotarev; * 31. März 1847 in Sankt Petersburg; † 19. Juli 1878 ebenda) war ein russischer Mathematiker, der sich speziell mit Zahlentheorie befasste.

## Leben und Werk
Der Sohn des Kaufmanns Iwan Wassiljewitsch Solotarjow besuchte 1857–1863 das fünfte (mathematisch-naturwissenschaftlich ausgerichtete) Gymnasium in seiner Heimatstadt Sankt Petersburg, das er mit Auszeichnung abschloss, ehe er gleich darauf an der dortigen Universität als Hörer zugelassen wurde und 1864 offiziell mit dem Studium bei Pafnuti Tschebyschow und Alexander Korkin beginnen konnte. 1867 veröffentlichte er eine Arbeit über die Integration von Kreiselgleichungen, für die er den Titel Kandidat der Wissenschaften verliehen bekam. 1868 folgte seine „Thesis pro venia legendi“ (Über ein Minimalproblem), wodurch er Privatdozent an der St. Petersburger Universität wurde. Hier las er von da an vor allem über Analysis und elliptische Funktionen. 1869 folgte die Magister-Dissertation (sie entspricht eher der deutschen Promotion) über die Lösungen einer kubischen Gleichung der Form x³ + Ay³ + A²z³ – 3Axyz = 1 in ganzen Zahlen. 1872 folgte seine erste Auslandsreise nach Berlin, wo er bei Karl Weierstraß und Ernst Eduard Kummer hörte, nach Heidelberg zu Leo Koenigsberger und nach Paris zu Charles Hermite.
1874 wurde er Professor an der Universität von St. Petersburg und verteidigte seine Doktor-Dissertation (Theorie komplexer Zahlen mit Anwendung auf die Integralrechnung), in der er ein Problem seines Lehrers Tschebyscheff löste, um das sich dieser vergeblich bemüht hatte. Seine Arbeit bestand darin, elliptische Integrale der Form:
{\displaystyle \int {\frac {x+A}{\sqrt {x^{4}+ax^{3}+bx^{2}+cx+d}}}\,\mathrm {d} x}
durch Logarithmusfunktionen auszudrücken. 1876 wurde er als Nachfolger von Somov außerordentlicher Professor und gleichzeitig außerordentliches Mitglied der Akademie der Wissenschaften. Seine Karriere endete abrupt, als er im Juli 1878 auf dem Weg zu seiner Datscha in der Zarskoje Selo Station von einem Zug überfahren wurde und kurz darauf an Blutvergiftung starb.
Solotarjow ist heute vor allem für seine Beiträge zur Theorie quadratischer Formen, wo er mit Korkin zusammenarbeitete, und zur algebraischen Zahlentheorie, mit ersten Ansätze einer Bewertungstheorie, bekannt. So legte er im Jahr 1872 einen einfallsreichen Beweis für das quadratische Reziprozitätsgesetz vor, der auf der Darstellung des Legendre-Symbols als Vorzeichen einer speziellen Permutation basiert (Lemma von Zolotareff).  In Anschluss an Tschebyschow befasste er sich auch mit Approximationstheorie und elliptischen Integralen.
Mit Korkin bestimmte er die dichtesten Kugelpackungen auf dem Gitter in 4 und 5 Dimensionen.